# 結城祐広
結城 祐広（ゆうき すけひろ）は、鎌倉時代中期から後期にかけての武将・御家人。白河結城氏初代当主。下総結城氏2代当主結城朝広の子。白河結城氏2代当主結城宗広の父。

## 略歴
祖父で結城氏の祖・結城朝光が得た陸奥国白河の所領を引き継ぎ、正応2年（1289年）に奥州へ下向し白川城を築城した。もっとも、祐広の時代に白河結城氏が受け継いだのは白河の所領の一部で、残りは本家の下総結城氏が代官によって支配を継続していたといわれている。